# Le Corbillard de Jules (film)
Pour les articles homonymes, voir Le Corbillard de Jules.

Le Corbillard de Jules est un film français de comédie de Serge Penard, réalisé en 1981 et sorti en 1982.

## Synopsis
En septembre 1944, en Lorraine, le soldat Jules Ribourdoir saute sur une mine. Son corps est rapatrié à Alençon par son père qui est boucher et trois de ses camarades, Aldo, Alphonse et Jean-Paul. Pendant cette traversée du pays, l'on va apprendre bien des choses sur la France des années noires...

## Fiche technique
- Titre : Le Corbillard de Jules
- Réalisation : Serge Penard
- Scénario : Alphonse Boudard, Maurice Fasquel, d'après le roman d'Alphonse Boudard
- Musique : Georges Garvarentz
- Photographie : Jean-Claude Rivière
- Son : Alain Contrault
- Montage : Robert Isnardon
- Année : 1981
- Genre: comédie
- Durée : 95 minutes
- Format : 16/9  - couleurs
- Pays :  France
- Date de sortie : le 18 août 1982

## Distribution
- Aldo Maccione : Aldo
- Francis Perrin : Alphonse
- Jean-Marc Thibault : Gaston Ribourdoir
- Henri Courseaux : Jean-Paul
- Cheik Doukouré : Dimba
- Rebecca Potok : Suzanne
- Jacques Martial : le Noir
- Philippe Nicaud : le lieutenant homosexuel
- Henri Guybet : le commandant Robert
- André Pousse : M. Lucien
- François Dyrek : le capitaine
- Fanny Bastien : Thérèse
- Jean Avenel : Jules Ribourdoir
- Bill Dunn : le sergent américain
- Philippe Sturbelle : le sergent MP autoritaire
- Jerry Di Giacomo : Tony
- Christiane Barry
- Charles Mayer
- Marie Verdi
- Dominique Alban
- Rémy Azzolini
- Brigitte Glastre
- Jean-Claude Poirot
- Hélène Zanicolli